# Ecnomus bishopi
Ecnomus bishopi är en nattsländeart som beskrevs av Cartwright 1990. Ecnomus bishopi ingår i släktet Ecnomus och familjen trattnattsländor. Inga underarter finns listade i Catalogue of Life.